# Teal Bunbury
Teal Bunbury (Hamilton, Ontario; 27 de febrero de 1990) es un jugador de fútbol estadounidense nacido en Canadá que actualmente juega para el Nashville Soccer Club  de la Major League Soccer. También ha jugado para la selección nacional de fútbol de Estados Unidos.

## Trayectoria

### Fútbol Universitario y amateur
Bunbury nació en Hamilton, Ontario, de madre estadounidense, Kristi, y de Alex Bunbury, un jugador profesional de fútbol canadiense nacido en Guyana que actualmente es el sexto jugador con más partidos jugados para la selección de fútbol de Canadá. Cuando tenía dos años, dejó Canadá para viajar con su padre que estaba jugando en Europa. Cuando cumplió 10 años, volvió junto a su padre a Norteamérica, pero esta vez a Estados Unidos y creció allí desde entonces. Creció en Prior Lake, Montana y fue a la Secundaria Shattuck-St. Mary. Fue contratado por Apple Valley Juventus, antes de jugar fútbol universitario para la Universidad de Akron. Fue titular en 35 partidos y jugó 48 con los Zips durante las temporadas 2008 y 2009. En 2008, anotó 6 goles en 23 partidos, quedando solo detrás de Steve Zakuani, quién terminó la temporada como máximo goleador de la NCAA con 20 goles y fue seleccionado en el draft de la MLS. La mayoría de los partidos que jugó esa temporada vinieron desde la banca, ya que solo fue titular en 10 ocasiones.
Luego de que Steve Zakuani pasara a la MLS, Bunbury comenzó a brillar con Akron. En su segundo año, fue titular en los 25 partidos de los Zips, incluyendo la final universitaria de 2009. Bunbury lideró al equipo en goles, anotando 17 en todo el año. También lideró al equipo en tiros al arco (103) y empató con un compañero de equipo en goles de victoria (5). Durante la temporada, Bunbury recibió varios premios, entre ellos el Hermann Trophy por mejor jugador en la temporada.
Durante sus años universitarios, Bunbury también jugó con el Rochester Thunder, en la USL Premier Development League y el Chicago Fire Premier en la Liga USL Super-20

### Profesional
Después de jugar dos años con los Zips, Bunbury decidió abandonar su carrera universitaria y firmó un contrato de la Generación Adidas. Entró al draft de la MLS como la cuarta selección goblal en el año 2010, siendo seleccionado por Kansas City Wizards (hoy Sporting Kansas City).
Debutó como profesional el 27 de marzo de 2010 en el partido inaugural de la temporada de Kansas City contra D.C. United,  y anotó su primer gol como profesional el 13 de abril de 2010, en un partido de la US Open Cup contra Colorado Rapids. Jugó su primer partido en Canadá contra Toronto FC. Fue sustituido en el minuto 58. A pesar de haber jugado como delantero neto en la universidad, Bunbury ha estado siendo usado en la posición detrás del delantero principal y su juego ha estado evolucionando como creador. Anotó su primer gol en la MLS en una victoria 1-0 sobre Columbus Crew.
En diciembre de 2010 Bunbury se unió al Stoke City de la Premier League de Inglaterra en calidad de préstamo y anotó un gol en un partido de las reservas contra Wigan Athletic.

### Selección de Estados Unidos
Bunbury ha jugado con la selección nacional de fútbol sub-17 y sub-20 de Canadá. Aunque dijo que jugaría para Canadá y se sentiría "mal" si jugara para los Estados Unidos, aceptó la convocatoria para la selección mayor el 11 de noviembre de 2010 como parte del equipo que jugaría contra Sudáfrica.  Bunbury debutó con la selección de los Estados Unidos el 17 de noviembre contra Sudáfrica, entrando como sustituto luego del medio tiempo en el Nelson Mandela Challenge Cup. Anotó su primer gol internacional tras convertir un penal contra Chile en un amistoso jugado en Los Ángeles.
El 12 de marzo de 2012, Bunbury fue llamado al grupo preliminar de 19 jugadores que conformaría el equipo que enfrentará las eliminatorias de la CONCACAF para las Olimpiadas en Londres.

#### Goles internacionales
| #  | Fecha               | Lugar                                     | Oponente | Gol   | Resultado | Competición |
| -- | ------------------- | ----------------------------------------- | -------- | ----- | --------- | ----------- |
| 1. | 22 de enero de 2011 | Home Depot Center, Carson, Estados Unidos | Chile    | 1 – 1 | 1 - 1     | Amistoso    |

## Vida personal
Teal es el hijo de Alex Bunbury, un futbolista retirado que es el tercer máximo anotador y el quinto con más partidos jugados de todos los tiempos con la selección de Canadá. También terminó su carrera como uno de los máximos anotadores de toda la historia del C.S. Marítimo. Teal es el primer hijo de un exjugador de la MLS en jugar en la liga.

## Palmarés

### Universitario
- Temporada Regular del Mid-American Conference
  - Campeón: 2008, 2009
- Campeonato de la Mid-American Conference
  - Campeón: 2008, 2009
- NCAA Men's Division I Soccer Championship
  - Subcampeón: 2009

### Campeonatos nacionales
| Título      | Club                 | País           | Año  |
| ----------- | -------------------- | -------------- | ---- |
| US Open Cup | Sporting Kansas City | Estados Unidos | 2012 |

### Distinciones individuales
- Mid-American Conference Jugador del año: 2009[9]
- Goal.com Jugador del año: 2009[10]
- Hermann Trophy Ganador: 2010[11]
- NSCAA All-American: 2009[12]
- Soccer America Jugador del año: 2009[13]
- Botín de oro Budweiser de Sporting Kansas City 2011 (Empatado)